# Дімітар Янакієв
Дімітар Янакієв (болг. Димитър Янакиев; нар. 26 травня 1950, Бургас) — болгарський спортсмен, академічний веслувальник, учасник Олімпійських ігор, чемпіон світу.

## Спортивна кар'єра
На чемпіонаті Європи 1971 року Дімітар Янакієв взяв участь в змаганнях двійок розпашних з рульовим і зайняв сьоме місце.
На Олімпійських іграх 1972 в Мюнхені Дімітар Янакієв зайняв десяте місце в змаганнях двійок розпашних з рульовим.
1973 року Дімітар Янакієв виступив в змаганнях четвірок розпашних з рульовим на чемпіонаті Європи і зайняв шосте місце.
На Олімпійських іграх 1976 в Монреалі Янакієв у складі четвірки розпашних був сьомим.
На чемпіонаті світу в Амстердамі 1977 року Дімітар Янакієв разом з Тодором Мранковим і рульовим Стефаном Стойковим став чемпіоном в змаганнях двійок розпашних з рульовим.
На Олімпійських іграх 1980 в Москві, за відсутності на Олімпіаді через бойкот ряду команд західних та ісламських країн, Дімітар Янакієв в змаганнях вісімок розпашних зайняв шосте місце.

## Особисте життя
Дружина — Наташа Петрова, байдарочниця, чемпіонка і призерка чемпіонатів світу.
Діти — Іво і Мартин, академічні веслувальники.